# Vienne-le-Château
Vienne-le-Château ist eine französische Gemeinde mit 515 Einwohnern (Stand: 1. Januar 2022) im Département Marne in der Region Grand Est (vor 2016 Champagne-Ardenne). Sie gehört zum Arrondissement Châlons-en-Champagne und zum Kanton Argonne Suippe et Vesle. 

## Geografie
Vienne-le-Château liegt in der Landschaft Argonne, etwa 50 Kilometer westnordwestlich von Verdun. Umgeben wird Vienne-le-Château von den Nachbargemeinden Binarville im Norden und Nordwesten, Montblainville im Norden und Nordosten, Varennes-en-Argonne im Nordosten, Boureuilles im Osten, Lachalade im Osten und Südosten, Florent-en-Argonne im Süden und Südosten, Moiremont im Süden, Vienne-la-Ville im Südwesten, Saint-Thomas-en-Argonne im Westen sowie Servon-Melzicourt im Westen und Nordwesten.

## La Harazee
La Harazee ist ein kleiner Weiler 2¼ Kilometer östlich von Vienne-le-Château am westlichen Rand des Argonnenwaldes. Im Frühjahr und Sommer 1915 kam es während des Ersten Weltkriegs nördlich und östlich von La Harazee zu verzweifelten Kämpfen. Die kämpfenden Truppen bemühten sich um den Besitz des tief eingeschnittenen Tals des Flüsschens Biesme und der Schlucht von La Chalade, die sich von dort aus nach Osten über das Argonnenplateau erstreckt. Die Franzosen behielten das Tal und die Schlucht in ihrem Besitz, erlitten jedoch große Verluste bei den erfolglosen Bemühungen, ihre Positionen im Norden zu verbessern. Erst im Herbst 1918, als die Amerikaner den Wald durchbrachen, wurde der Feind endgültig aus seinen Festungen in dieser Region vertrieben. 

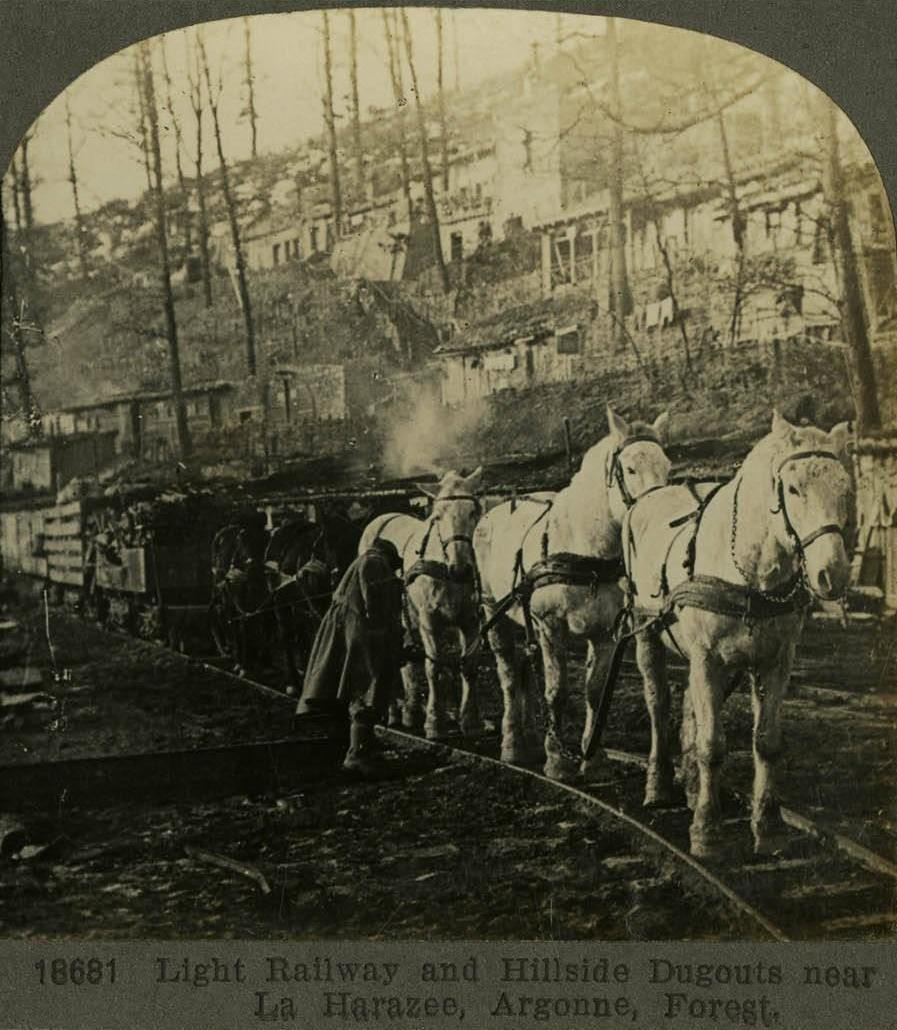
Decauville-Bahn und Unterstände bei La Harazee, Oktober 1918

La Harazee hat einen wichtigen Platz in der amerikanischen Geschichte eingenommen, weil es zu Beginn der Maas-Argonnen-Offensive die äußerste linke Flanke der 1. US-Armee bildete. Die Unterstände in den Hügeln und die Feldbahn, auf der Pferde kleine, mit Nachschub beladene Loren zogen, waren das Werk der Franzosen, die bereits vier Jahre lang um La Harazee gekämpft hatten, bevor die Amerikaner in diesen Sektor kamen.  
Hier griff das 308. Infanterieregiment der 77. Division das Labyrinth der deutschen Schützengräben an, die nördlich des Dorfes in den steilen Schluchten und dichten Wäldern des Waldes lagen. Zu diesem Regiment gehörte das bekannte „Lost Battalion“ unter Oberstleutnant Charles W. Whittlesey und Capt. George G. McMurtry, das am 2. Oktober 1918 vor die Hauptkampflinie der Amerikaner geriet und in einer tiefen Schlucht vom Feind umzingelt wurde. Die kleine Truppe der Amerikaner verteidigte sich erfolgreich und wurde nach sechs Tagen Belagerung befreit.

## Bevölkerungsentwicklung
| Jahr                       | 1962 | 1968 | 1975 | 1982 | 1990 | 1999 | 2006 | 2018 |
| Einwohner                  | 524  | 550  | 511  | 565  | 609  | 625  | 597  | 519  |
| Quellen: Cassini und INSEE |      |      |      |      |      |      |      |      |

## Sehenswürdigkeiten
- Kirche Saint-Pierre-et-Saint-Paul aus dem Jahre 1728, Monument historique seit 1974/1996
- Kapelle Saint-Roch aus dem 17. Jahrhundert
- Französischer Nationalfriedhof von La Hazarée

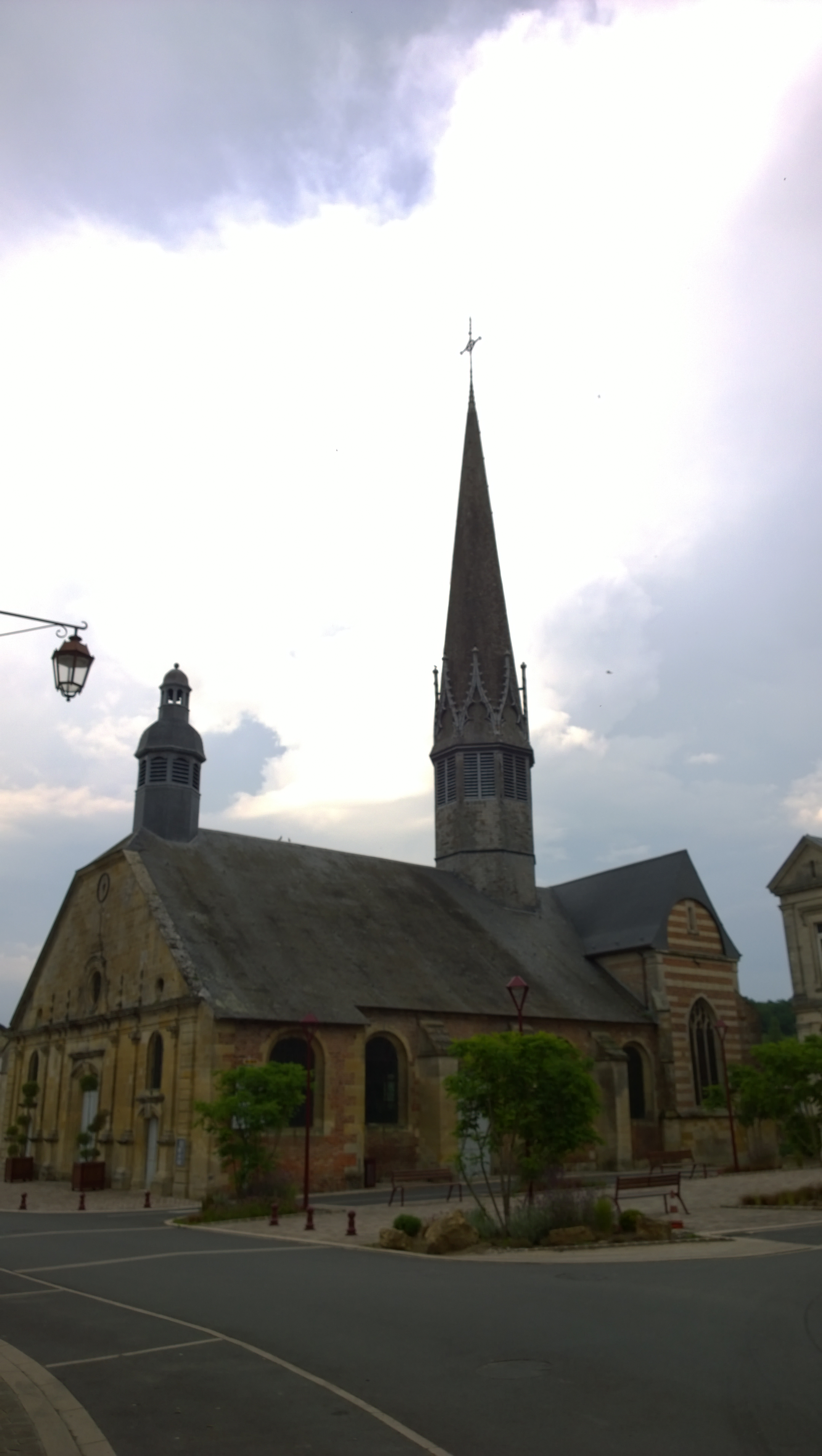
Kirche Saint-Pierre-et-Saint-Paul